# Marija Ujević-Galetović

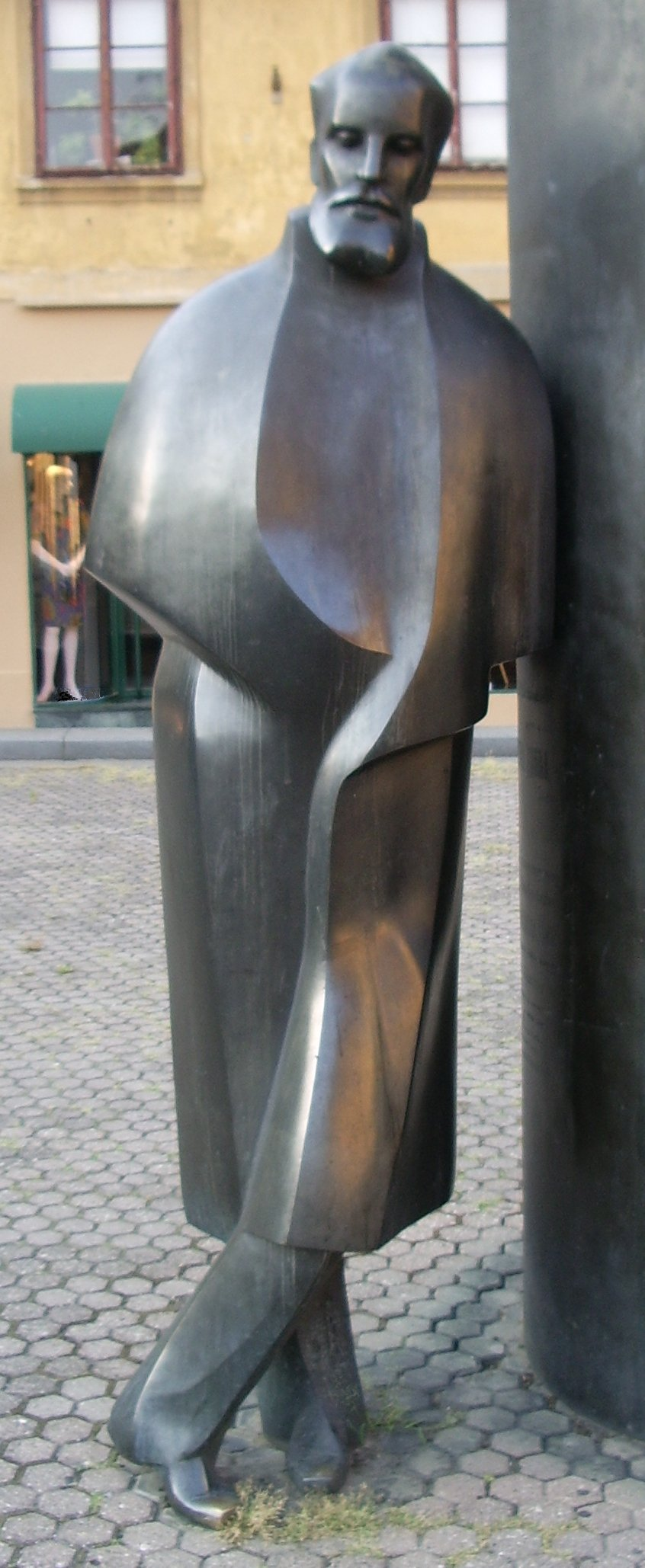
Pomnik Augusta Šenoi

Marija Ujević-Galetović (ur. 20 października 1933 w Zagrzebiu, zm. 13 marca 2023) – chorwacka rzeźbiarka i malarka.

## Życiorys

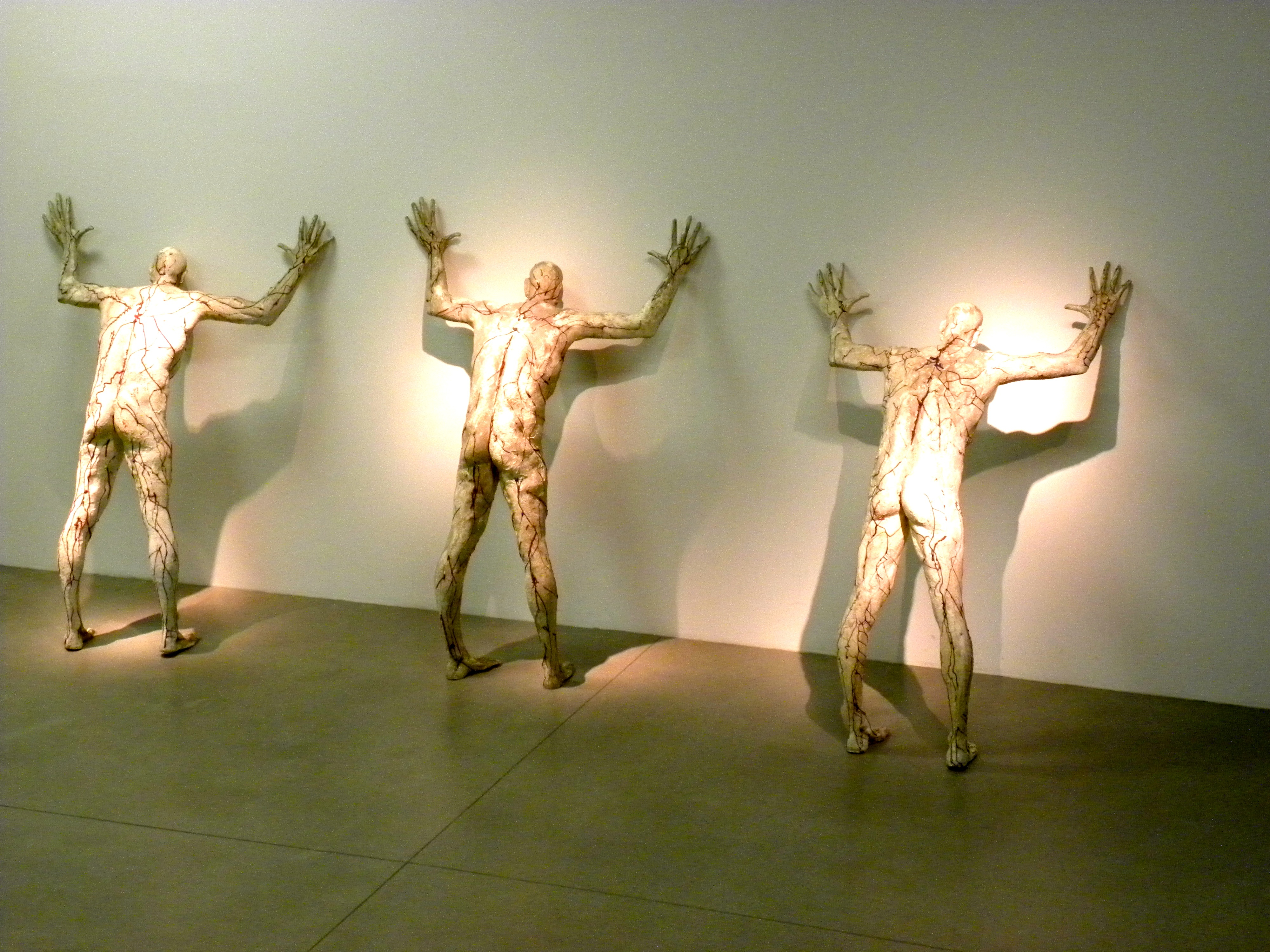
Cel II (1981) - MSU

Wśród jej prac są portrety i rzeźby figuralne. Studiowała rzeźbę na Central School of Art and Design w Londynie. Od 1987 roku uczyła na Akademii Sztuk Pięknych na Uniwersytecie w Zagrzebiu. W 1995 roku został jej nadany tytuł naukowy profesora. Od 1995 roku przebywała na naukowej emeryturze. Była członkiem Chorwackiej Akademii Nauk i Sztuki. Ujević-Galetović była autorką licznych rzeźb wystawionych w przestrzeni publicznej, w tym prac w takich miastach, jak: Virovitica, Vrsar, Zagrzeb, Marija Bistrica, Sinj, Cres, Rijeka, Osijek, Labin, Visoko, Bihać i Nowy Sad. Do jej najważniejszych rzeźb memoratywnych należą: pomnik Miroslava Krležy w Osijeku, pomnik Miroslava Krležy w Zagrzebiu, pomnik Augusta Šenoi w Zagrzebiu, pomnik Frane Petricia w Cresie, pomnik Jakova Gotovaca w Osorze i pomnik Sterija Popovicia w Nowym Sadzie.
Zorganizowano wiele wystaw jej dzieł w Chorwacji i za granicą, w tym wystawy w Galerii Forum (Zagrzeb, 1980, 1992), Galerii Sebastian (Dubrownik, 1981), Galerii Sebastian (Belgrad, 1984), Ex Granai della Repubblica a Zitellelle (Wenecja, 1991), Akademii Francuskiej w Rzymie w Willi Medyceuszy (Rzym, 1991), HDLU (Chorwackie Stowarzyszenie Artystów, Zagrzeb, 2005), Chorwackiej Ambasadzie w Rzymie (Rzym, 2009) i Galerii Močibob (Zagrzeb 2010). 
Jej rzeźby cechuje prostota i odrzucenie wszelkiego nadmiaru.   

## Nagrody
- Nagroda za projekt pomnika Seljačka buna (Zagrzeb, 1970)
- Nagroda za projekt pomnika Kozara (Sarajewo, 1971)
- Pierwsza nagroda za projekt pomnika Augusta Cesareca (Zagrzeb, 1973)
- Nagroda Salonu Zagrzebskiego (Zagrzeb, 1982)
- Nagroda Chorwackiego Triennale Rzeźby (Zagrzeb, 1986)
- Nagroda za pomnik Augusta Šenoi (Zagrzeb, 1987)
- Nagroda Miasta Zagrzebia (Zagrzeb, 1989)
- Nagroda Salonu Zagrzebskiego (Zagrzeb, 1990)[2]

## Prace na temat rzeźbiarki
- Banov, Ivo Šimat, Marija Ujević Galetović (Kontura, 2007)